# Сирець (Ленінградська область)
Сирець (рос. Сырец) — присілок у Лузькому районі Ленінградської області Російської Федерації.
Населення становить 51 особу. Належить до муніципального утворення Заклинське сільське поселення.

## Історія
Згідно із законом від 28 вересня 2004 року № 65-оз належить до муніципального утворення Заклинське сільське поселення.

## Населення
| 1838 | 1862 | 1961 | 1997 | 2007 | 2010 |
| ---- | ---- | ---- | ---- | ---- | ---- |
| 21   | ↗139 | ↗143 | ↘70  | ↘59  | ↘51  |